# Cambia
Cambia je naselje in občina v francoskem departmaju Haute-Corse regije - otoka Korzika. Leta 2009 je naselje imelo 76 prebivalcev.

## Geografija
Kraj leži v osrednjem delu otoka Korzike ob meji z naravnim regijskim parkom Korzike, 71 km jugozahodno od središča Bastie.

## Uprava
Občina Cambia skupaj s sosednjimi občinami Aiti, Alando, Altiani, Alzi, Bustanico, Carticasi, Castellare-di-Mercurio, Erbajolo, Érone, Favalello, Focicchia, Giuncaggio, Lano, Mazzola, Pancheraccia, Piedicorte-di-Gaggio, Pietraserena, Rusio, Sermano, Sant'Andréa-di-Bozio, San-Lorenzo, Santa-Lucia-di-Mercurio in Tralonca sestavlja kanton Bustanico s sedežem v Bustanicu. Kanton je sestavni del okrožja Corte.